# Toxorhina nigripleura
Toxorhina nigripleura är en tvåvingeart som först beskrevs av Charles Paul Alexander 1920.
Toxorhina nigripleura ingår i släktet Toxorhina och familjen småharkrankar. Inga underarter finns listade i Catalogue of Life.